# Haibowan

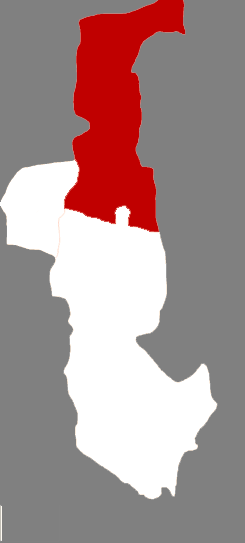
Lage Haibowans in Wuhai

Der Stadtbezirk Haibowan (chinesisch 海勃湾区, Pinyin Hǎibówān Qū; mongolisch ᠬᠠᠶᠢᠷᠤᠪ ᠤᠨ ᠲᠣᠬᠣᠢ ᠲᠣᠭᠣᠷᠢᠭ Qayirub-un Toqoi toɣoriɣ) ist ein Stadtbezirk der bezirksfreien Stadt Wuhai im Autonomen Gebiet Innere Mongolei der Volksrepublik China. Er hat eine Fläche von 529 km² und zählt 200.000 Einwohner. Haibowan gliedert sich in sechs Straßenviertel und eine Großgemeinde.